# Maisoncelle-et-Villers
Maisoncelle-et-Villers és un municipi francès situat al departament de les Ardenes i a la regió del Gran Est. L'any 2007 tenia 73 habitants.

## Demografia

### Població
El 2007 la població de fet de Maisoncelle-et-Villers era de 73 persones. Hi havia 28 famílies de les quals 8 eren unipersonals (8 dones vivint soles i 8 dones vivint soles), 4 parelles sense fills, 12 parelles amb fills i 4 famílies monoparentals amb fills.
La població ha evolucionat segons el següent gràfic:
Habitants censats

### Habitatges
El 2007 hi havia 31 habitatges, 29 eren l'habitatge principal de la família i 2 estaven desocupats. 30 eren cases i 1 era un apartament. Dels 29 habitatges principals, 21 estaven ocupats pels seus propietaris, 7 estaven llogats i ocupats pels llogaters i 1 estava cedit a títol gratuït; 1 tenia dues cambres, 3 en tenien tres, 12 en tenien quatre i 13 en tenien cinc o més. 23 habitatges disposaven pel capbaix d'una plaça de pàrquing. A 18 habitatges hi havia un automòbil i a 8 n'hi havia dos o més.

### Piràmide de població
La piràmide de població per edats i sexe el 2009 era:
| Homes | Edats   | Dones |
| ----- | ------- | ----- |
| 0     | 95 o +  | 0     |
| 0     | 90 a 94 | 0     |
| 0     | 85 a 89 | 0     |
| 0     | 80 a 84 | 0     |
| 4     | 75 a 79 | 0     |
| 8     | 70 a 74 | 8     |
| 0     | 65 a 69 | 0     |
| 4     | 60 a 64 | 0     |
| 0     | 55 a 59 | 0     |
| 0     | 50 a 54 | 0     |
| 0     | 45 a 49 | 0     |
| 4     | 40 a 44 | 0     |
| 4     | 35 a 39 | 0     |
| 8     | 30 a 34 | 4     |
| 0     | 25 a 29 | 12    |
| 0     | 20 a 24 | 0     |
| 0     | 15 a 19 | 0     |
| 0     | 10 a 14 | 0     |
| 4     | 5 a 9   | 12    |
| 12    | 0 a 4   | 4     |

## Economia
El 2007 la població en edat de treballar era de 40 persones, 31 eren actives i 9 eren inactives. Les 31 persones actives estaven ocupades(18 homes i 13 dones).. De les 9 persones inactives 5 estaven jubilades, 3 estaven estudiant i 1 estava classificada com a «altres inactius».
Activitats econòmiques
Dels 2 establiments que hi havia el 2007, 1 era d'una empresa de fabricació d'altres productes industrials i 1 d'una empresa de serveis.
L'any 2000 a Maisoncelle-et-Villers hi havia 8 explotacions agrícoles.

## Poblacions més properes
El següent diagrama mostra les poblacions més properes.